# Lipoprotein
Lipoprotein je biokemijski spoj koji se sastoji od proteina i lipida. Lipid ili njihovi derivati mogu biti vezani za proteine kovalentnom ili nekovalentnom vezom. Lipoproteini sadrže uz proteine i triacilglicerole, još i fosfolipide, kolesterol i razne estere kolesterola.
Mnogi enzimi, prijenosne molekule, strukturalni proteini, antigeni, adhezini i toksini su po kemijskoj strukturi lipoproteini. U tijelu čovjeka posebna funkcija lipoproteina je prijenos netopljivih (u vodi) masnih kiselina i kolesterola krvotokom među pojedinim tkivima.
Proteinski dio lipopretina se sastoji od apoproteina (apolipoproteina) koji se mogu podijeliti u šest klasa, a neke od klasa u podklase. Tako razlikujemo:
- A (apo A-I, apo A-II, apo A-IV, i apo A-V)
- B (apo B48 i apo B100)
- C (apo C-I, apo C-II, apo C-III, i apo C-IV)
- D
- E
- H

Prema različitim udjelima pojedinih kemijskih spojeva koje se nalaze u određenom lipoproteinu, lipoproteini se mogu svrstati u različite klase:
- hilomikroni - prenose trigliceride (masti) od crijeva do jetre, mišićnog tkiva i masnog tkiva.
- lipoprotein vrlo male gustoće (engl. Very low density lipoprotein - VLDL) prenose (novosintetizirani) triacilglicerol od jetre prema masnom tkivu.
- lipoprotein srednje gustoće (engl. - Intermediate density lipoprotein - IDL)
- lipoprotein male gustoće (engl. - Low density lipoprotein - LDL) prenosi klesterol od jetre prema stanicama u tijelu. LDL se ponegdje naziva "loš kolesterol".
- lipoprotein velike gustoće (engl. -High density lipoprotein - HDL) prikuplja kolesterol iz tkiva u tijelu i odnosi ga u jetru. HDL se često naziva i "dobar kolesterol".

| Gustoća (g/mL) | Klasa       | Promjer (nm) | % protein | % kolesterol | % fosfolipid | % triacilglicerol |
| >1.063         | HDL         | 5-15         | 33        | 30           | 29           | 4                 |
| 1.019-1.063    | LDL         | 18-28        | 25        | 50           | 21           | 8                 |
| 1.006-1.019    | IDL         | 25-50        | 18        | 29           | 22           | 31                |
| 0.95-1.006     | VLDL        | 30-80        | 10        | 22           | 18           | 50                |
| <0.95          | Hilomikroni | 100-1000     | <2        | 8            | 7            | 84                |

Hiperlipoproteinemija je naziv za bolest kod koje je u krvi povišena koncentracija lipoproteina, a prema prema klasi povišenih lipoproteina razlikujemo pet tipova hiperlipoproteinemija. 